# Kelajno (Plejada)
Kelajno (także Celaeno; gr. Κελαινώ Kelainṓ, łac. Celaeno) – w mitologii greckiej nimfa, jedna z siedmiu Plejad.
Uchodziła za córkę tytana Atlasa i Okeanidy Plejone (lub Okeanidy Ajtry). Była siostrą Alkione, Elektry, Mai, Merope, Sterope, Tajgete, a także Hiad i Hyasa. Ze swoim kochankiem, bogiem Posejdonem, miała synów Likosa, Eurypylosa, Nykteusa i Trytona.
Mityczna Kelajno jest identyfikowana z gwiazdą Celaeno (gr. Kelaino) w Plejadach, w gwiazdozbiorze Byka. Na niebie sąsiaduje z Hiadami (gromadą otwartą gwiazd w gwiazdozbiorze Byka) i konstelacją Oriona, które są z nią mitologicznie powiązane.